# Saint-André-Farivillers

Saint-André-Farivillers este o comună în departamentul Oise, Franța. În 1 ianuarie 2022 avea o populație de 512 de locuitori.